# مائوریتسیو پوچتینو
مائوریتسیو پوچتینو (انگلیسی: Maurizio Pochettino؛ زادهٔ ۳۰ مارس ۲۰۰۱) بازیکن فوتبال اهل اسپانیا است.